# NGC 2300
NGC 2300 ist eine linsenförmige Galaxie vom Hubble-Typ S0 im Sternbild Kepheus am Nordsternhimmel. Sie ist rund 92 Millionen Lichtjahre von der Milchstraße entfernt und hat einen Durchmesser von etwa 75.000 Lichtjahren. Zusammen mit NGC 2276 bildet sie das wahrscheinlich gravitativ gebundene Galaxienpaar Arp 114 (auch KPG 127).
Halton Arp gliederte seinen Katalog ungewöhnlicher Galaxien nach rein morphologischen Kriterien in Gruppen. Diese Galaxie gehört zu der Klasse Elliptischer Galaxien nahe bei Spiralgalaxien und diese störend (Arp-Katalog).
Gemeinsam mit NGC 2268, IC 455, IC 469, IC 499 und IC 512 u. a. bilden sie die NGC 2276-Gruppe.
Das Objekt wurde im Jahr 1871 von dem französischen Astronomen Alphonse Borrelly mit einem 18-cm-Teleskop entdeckt.